# Quinson
Quinson település Franciaországban, Alpes-de-Haute-Provence megyében. Lakosainak száma 388 fő (2022. január 1.). Quinson Esparron-de-Verdon, Saint-Laurent-du-Verdon, Montmeyan, Régusse, Saint-Julien és La Verdière községekkel határos.

## Népesség
A település népessége az elmúlt években az alábbi módon változott:
| Lakosok száma | 225  | 232  | 274  | 420  | 441  | 437  | 417  | 407  | 406  | 388  |
|               | 1968 | 1982 | 1990 | 2006 | 2013 | 2015 | 2017 | 2019 | 2020 | 2022 |